# Adolf Heeb
Adolf Heeb (Ruggell, 11 de julio de 1940) es un exciclista liechtensteiniano y político miembro del partido Unión Patriótica (VU, por sus siglas en alemán).

## Biografía

### Educación y profesión
Heeb creció en Ruggell junto a sus dos hermanos y dos hermanas. En 1956 comenzó sus estudios como diseñador mecánico en la sociedad anónima de Hoval, los cuales completó en 1960. Además, asistió a ETH de Zúrich, donde estudió sobre la termodinámica y recibió una formación en comercio. En el transcurso de su carrera, se convirtió en gerente del banco de pruebas en el área del laboratorio de tecnología. En 1982, Heeb asumió la dirección técnica del departamento de desarrollo de Hoval. 

### Vida personal
Heeb se casó en 1965. Tuvo una hija y un hijo. 

## Carrera deportiva
Adolf Heeb comenzó a practicar ciclismo de forma activa en 1958. En los Juegos Olímpicos de 1960 realizados en Roma, Heeb fue miembro de la delegación de Liechtenstein, compuesta por 5 atletas, quienes se componían de dos tiradores, dos atletas, y un ciclista. En la Vuelta a Austria de 1961, logró ser ganador de una etapa y titular de la camiseta de oro. Participó en el Tour del Porvenir de 1962, ganó tres etapas y además logró consagrarse campeón del ciclismo de montaña. En el Campeonato Mundial de Ciclismo en Ruta de 1962, solo obtuvo un 15° lugar. En 1963 participó en la Vuelta a Suiza. Volvió a participar nuevamente en el Tour del Porvenir de 1964. Al final de la temporada de 1964, Heeb abandono abruptamente su carrera como ciclista. Obtuvo un total de 75 victorias durante su carrera. 
De 1979 a 1988 se desempeñó como Presidente de la Asociación de Ciclismo de Liechtenstein. 

## Carrera política
Heeb se unió a la VU. Heeb fue uno de los miembros fundadores de la rama juvenil de la VU, la Unión Juvenil (JU), junto al sindicato juvenil, que se formó en la década de los 60. En 1967, asumió como el primer presidente de la JU, ocupó el cargo hasta 1973. De 1974 a 1978 obtuvo un asiento por el VU como diputado en el Landtag de Liechtenstein. Después de tener un pésimo desempeño en las elecciones estatales en 2005, el presidente del partido, Heinz Frommelt renunció a su cargo y Heeb fue elegido como su sucesor. Entre las cosas que realizó en su presidencia, se renovó el sindicato juvenil. En la conferencia del partido VU el 26 de septiembre de 2011 en Balzers, Jakob Büchel sucedió a Heeb en el cargo. 
Entre 1981 y 1985 fue miembro del Segundo Senado del Tribunal Superior. En 1985 se convirtió en miembro de la junta directiva del suministro de gas de Liechtenstein.

## Palmarés Internacional
| Tour del Porvenir | Tour del Porvenir        | Tour del Porvenir | Tour del Porvenir   |
| Año               | Lugar                    | Medalla           | Competición         |
| ----------------- | ------------------------ | ----------------- | ------------------- |
| 1962              | Burdeos-París ( Francia) | Medalla de oro    | Ciclismo de montaña |

## Condecoraciones
El 2 de diciembre de 2005, Heeb, junto a Roman Hermann, recibieron el Laurel Dorado por parte del gobierno por sus servicios deportivos a Liechtenstein. El 2 de diciembre de 2011, por sus servicios a Liechtenstein, el príncipe Hans-Adam II lo condecoro con la Cruz del Comandante de la Orden del Mérito del Principado de Liechtenstein. 
| Distinción                                       | Año  |
| ------------------------------------------------ | ---- |
| Laurel Dorado                                    | 2005 |
| Orden del Mérito del Principado de Liechtenstein | 2011 |